# بيتر براون (سياسي أسترالي)
بيتر براون (بالإنجليزية: Peter Browne)‏ هو سياسي أسترالي، ولد في 15 يوليو 1924 بسيدني في أستراليا، وتوفي في 11 سبتمبر 2000 في نفس البلد. حزبياً، نشط في الحزب الليبرالي الأسترالي. وقد انتخب عضو مجلس النواب الأسترالي عن دائرة Division of Kalgoorlie ‏ (22 نوفمبر 1958 – 9 ديسمبر 1961).